# 잠자리아목

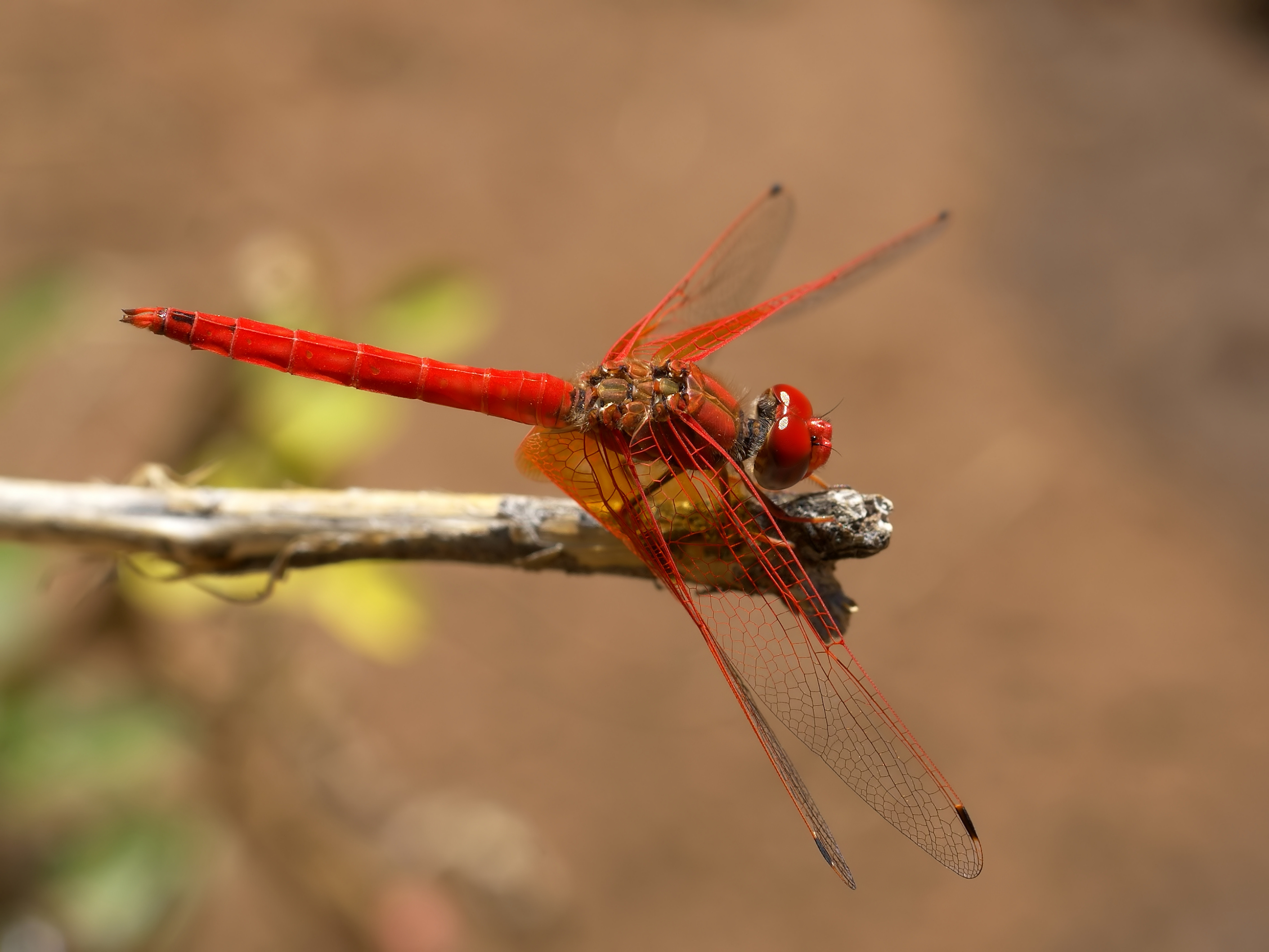

잠자리아목(Epiprocta) 또는 불균시아목은 잠자리목의 두 아목 중 하나이다.

## 하위 분류
- 옛잠자리하목 (Epiophlebioptera)
- 잠자리하목 (Anisoptera)